# Боргуннська ставкірка
Боргуннська ставкірка (норв. Borgund stavkirke) — одна з найдавніших збережених каркасних церков, розташована в селі Боргунн, комуна Лердал (no:Lærdal), фюльке Согн-ог-Ф'юране. Всього у Норвегії було побудовано понад 1500 ставкірок, досі збереглися лише 28 таких церков.

## Короткий опис церкви
Побудована приблизно в 1150—1180 роках на честь апостола Андрія Первозваного, як будівельний матеріал було частково використано ясен, священне дерево в скандинавської міфології: його міфологічний прообраз, ясен Іггдрасілль (Світове дерево скандинавів), з'єднував небо Асгард і землю Мідгард з царством мертвих Гель. Саме навколо крони цього ясена була побудована Вальгалла, обійстя скандинавських богів і героїв, полеглих на полі бою. На андріївську символіку можна натрапити в інтер'єрі церкви: секції загороджень на хорах (верхніх галереях) створені у формі косих андріївських хрестів.
Особливістю церкви є скульптурні зображення драконів на даху. При уважному огляді на дверях західного порталу біля залізних ручок з численними зміїними головами можна розгледіти рунічні знаки-обереги, очевидно, вирізані для захисту дверей від ворогів.
При дослідженні ставкірки в Боргунні виявлені цікаві технологічні знахідки стародавніх архітекторів. Наприклад, дерева, обрані для будівництва, витримувалися на корені для того, щоб смола могла вийти на поверхню, і лише потім зрубувалися й оброблялися. Півкола арок, що підтримують хори, зроблені з прикореневих частин деревних стовбурів («колін»), «розрахованих» самою природою так, щоб витримувати величезні вертикальні навантаження.
Металеві деталі при будівництві ставкіркі Боргунн не використовувалися (пор. з методами будівництва українських дерев'яних церков). Кількість деталей, з яких складається церква, перевищує 2 000. Міцний каркас стійок збирали на землі, а потім піднімали у вертикальне положення за допомогою довгих жердин.
Раніше декор інтер'єрів і фасадів церкви був дуже яскравим: її розписували фарбами, залишки яких збереглися на деяких дерев'яних деталях інтер'єру. У середині XX століття ставкірка Боргунна була законсервована смолами, через що сильно почорніла.
Унікальність ставкірки в Боргунні в тому, що вона збереглася без істотних змін як технологічних, так і декораційних (крім, мабуть, забарвлення).

## Архітектурний комплекс у Боргунні
Крім каркасної церкви XII століття до комплексу входять: 
 1) нова церква, побудована в 1868 році за тією ж архітектурною моделлю, що й стара церква, у ній зберігається один із середньовічних дзвонів старої церкви, 
2) дзвіниця XIII століття (від старої оригінальної споруди збереглася тільки верхня решітка, все інше відновлено вже в ХХ столітті), 
3) цвинтар.

## Боргуннська ставкірка та історія Норвегії
Більшість каркасних церков Норвегії побудовані в період з 1130 по 1350 років, коли в Європі лютувала бубонна чума, практично зупинила будь-яке будівництво. Ставкірка Боргунна була побудована на місці ще давнішої церкви, фрагменти якої були знайдені під підлогою церкви ХІІ століття.
Спорудження Боргуннської ставкірки відбувалося в той час, коли католицька Норвегія стала самостійною церковною областю, підпорядкованою Ватикану.
Доля Боргуннської ставкірки пов'язана з найважливішими переломними моментами середньовічної норвезької історії: через містечко Боргунн проходив шлях конунга Сверріра Сігурдссона, «короля-революціонера», щасливого узурпатора, який відвоював корону в конунга Магнуса Ерлінгссона й став одноосібним правителем країни («Сага про Сверріра», XIII ст.). Церква до того часу, ймовірно, вже існувала, оскільки в ній знайдені поховання воїнів саме періоду громадянської війни 1177—1184 рр., головними фігурами якої стали Сверріра і Магнус.
У 1877 році Боргуннська ставкірка була викуплена Товариством охорони старовинних пам'яток Норвегії.